# Monochamus pauper
Monochamus pauper är en skalbaggsart som först beskrevs av Hermann Julius Kolbe 1894.  Monochamus pauper ingår i släktet Monochamus och familjen långhorningar. Inga underarter finns listade i Catalogue of Life.